# Seatco
Seatco (Siatco, Tsiatko, Ts'iatkw, See-ah-tik, See-atco, Seeahtkch, Seeahtlk, Tsiahk, Seeahtik), U Salishanskoj mitologiji, Seatco su veliki, dlakavi šumski divlji ljudi. Postoje dvije različite vrste Seatcoa koje se pojavljuju u folkloru: moćni, ali relativno dobroćudni šumski duhovi koji se ponekad nazivaju Noćni ljudi (slično Sasquatchima iz plemena Halkomelem) i strašni, zlonamjerni ljudožderi koji se ponekad nazivaju Stick Indijanci. Ta se dva bića često brkaju u folkloru i antropologiji, jer se vjeruje da izaziva antagonizam ovih duhova da ih se zove njihovim pravim imenima, pa su opći pojmovi poput Seatco (što samo znači "duh"), Noćni ljudi i Stick Indijanci mnogo češće koriste sjeverozapadni američki domoroci.